# 芸但同盟
芸但同盟（げいたんどうめい）は、安芸の毛利氏と但馬の山名氏との間で結ばれた同盟。芸但和睦（げいたんわぼく）とも呼ばれる。

## 経過
永禄12年（1569年）6月、尼子勝久・山中幸盛ら尼子氏の残党が蜂起し、但馬の山名祐豊の支援を受け、毛利氏の支配する出雲に侵入した。
このとき、毛利氏の主力は豊後の大友氏との戦闘のため、九州北部に展開中であり、それを狙った蜂起であった。尼子氏の残党が出雲に侵入すると、尼子氏の旧臣が集結し、7月中旬には月山富田城を攻撃した。だが、織田信長が毛利氏を支援するため、配下である木下秀吉と坂井政尚を但馬へと出兵させ、祐豊の居城・此隅山城などを攻略した。
元亀4年（天正元年、1573年）7月、将軍・足利義昭が信長によって京都から追放されたが、毛利輝元は義昭と信長の和解を仲介する代わりに、但馬山名氏の支援を受けて反抗を続ける尼子氏残党に対抗するため、織田氏に但馬への侵攻を要請しており、信長も同意していた。輝元にとってもまた、織田氏との同盟は領国を守るためには重要であり、義昭のために信長と敵対して上洛するよりは、信長の力を利用する道が最適であった。
だが、信長は毛利氏にとって敵対勢力であるはずの尼子氏残党に対して、柴田勝家を通じて密かに接触を図っていた。これは、織田政権と毛利氏の間に潜在的な対立が生じていたことや、信長が毛利氏と決別し、尼子氏を支援する機会を窺っていたことによる。
天正3年（1575年）1月、輝元はこれに対し、尼子氏を支援していた但馬の山名祐豊・堯熙父子との同盟、いわゆる芸但同盟（芸但和睦）を成立させた。さらに、5月には双方の間で誓紙が交わされた。
但馬山名氏は、天正元年11月に因幡山名氏の山名豊国が毛利氏に従ったことにより、苦戦を強いられていた。また、織田氏の勢力が但馬に浸透することで、山名氏の但馬国主としての地位や因幡に対する宗主権を否定されることを嫌ったと考えられている。
また、山名氏配下の有力な国人衆もそれぞれの思惑から、織田政権の権力下に取り込まれることを望まなかったと考えられる。例えば、太田垣輝延は生野銀山の支配権を織田方に脅かされていたし、垣屋豊続は毛利氏との関係強化によって東アジア通交圏との接点を得ようした海洋領主であった。
輝元も但馬を織田氏の分国にしようとする信長の野心を察知し、天正2年（1574年）以降に信長の介入で勃発した浦上氏や三村氏との争いや、加えて信長が尼子氏と接近しているのではないかという疑心もあり、あえて山名氏との同盟の成立に踏み切ったと考えられる。
芸但同盟は形式的には毛利氏と山名氏の対等な同盟であったが、織田政権の圧迫に耐えかねた山名氏が、毛利氏の支援を必要としたために結ばれた面の強い同盟でもあった。この同盟の成立により、輝元は但馬を毛利氏の影響下に置いた。
一方、信長は輝元の叔父・小早川隆景に宛てた7月6日付の書状で、表面的には芸但同盟の成立を認めているが、但馬を織田氏の分国にしようとしていた思惑を隠し切れていない部分もある。
とはいえ、芸但同盟成立後も但馬の田結庄氏ら尼子方国人は屈服せず、内乱が続いた。また、義昭が備後に下向したのち、尼子氏の残党が毛利氏に敗れて因幡から撤退すると、信長は彼らを庇護したため、但馬の尼子方は織田方に転じ、毛利氏方の太田垣氏ら国人との代理戦争が続いた。
天正7年（1579年）9月、伯耆の南条元続が織田方の調略により、毛利氏から離反し、織田方についた。南条氏の離反により、西伯耆と因幡、但馬を結ぶ連絡ルートが遮断され、但馬の毛利方勢力は織田氏への抵抗を断念せざるを得ない状況となった。